# محمد جمعة (لاعب كرة قدم قطري)
محمد جمعة العلوي، لاعب كرة قدم قطري، من مواليد 24 يونيو 1986. يلعب حاليا مع نادي مسيمير.

## مسيرة اللاعب
كانت بداياته مع نادي الشمال و انتقل إلى نادي الجيش في عام 2011 و أعاره الجيش لأندية الخور والريان و العربي وبعدها إنتقل إلى السيلية وانتقل في غام 2017 إلى نادي الريان و أعير إلى نادي الخور في صيف 2020 لمدة شهر و انتقل إلى نادي مسيمير في عام 2023.

## روابط خارجية
- محمد جمعة العلوي على موقع Soccerway.com (الإنجليزية)